# Couvrot
Couvrot és un municipi francès, situat al departament del Marne i a la regió del Gran Est. L'any 2007 tenia 865 habitants.

## Demografia

### Població
El 2007 la població de fet de Couvrot era de 865 persones. Hi havia 358 famílies, de les quals 76 eren unipersonals (32 homes vivint sols i 44 dones vivint soles), 137 parelles sense fills, 121 parelles amb fills i 24 famílies monoparentals amb fills.
La població ha evolucionat segons el següent gràfic:
Habitants censats

### Habitatges
El 2007 hi havia 380 habitatges, 364 eren l'habitatge principal de la família, 3 eren segones residències i 14 estaven desocupats. 375 eren cases i 3 eren apartaments. Dels 364 habitatges principals, 326 estaven ocupats pels seus propietaris, 22 estaven llogats i ocupats pels llogaters i 15 estaven cedits a títol gratuït; 5 tenien dues cambres, 46 en tenien tres, 185 en tenien quatre i 127 en tenien cinc o més. 335 habitatges disposaven pel capbaix d'una plaça de pàrquing. A 154 habitatges hi havia un automòbil i a 182 n'hi havia dos o més.

### Piràmide de població
La piràmide de població per edats i sexe el 2009 era:
| Homes | Edats   | Dones |
| ----- | ------- | ----- |
| 0     | 95 o +  | 0     |
| 0     | 90 a 94 | 0     |
| 4     | 85 a 89 | 4     |
| 0     | 80 a 84 | 12    |
| 24    | 75 a 79 | 20    |
| 12    | 70 a 74 | 16    |
| 24    | 65 a 69 | 32    |
| 12    | 60 a 64 | 12    |
| 24    | 55 a 59 | 20    |
| 32    | 50 a 54 | 44    |
| 56    | 45 a 49 | 48    |
| 24    | 40 a 44 | 20    |
| 48    | 35 a 39 | 48    |
| 40    | 30 a 34 | 44    |
| 28    | 25 a 29 | 4     |
| 24    | 20 a 24 | 12    |
| 48    | 15 a 19 | 12    |
| 48    | 10 a 14 | 8     |
| 40    | 5 a 9   | 44    |
| 4     | 0 a 4   | 32    |

## Economia
El 2007 la població en edat de treballar era de 586 persones, 404 eren actives i 182 eren inactives. De les 404 persones actives 375 estaven ocupades (212 homes i 163 dones) i 29 estaven aturades (12 homes i 17 dones). De les 182 persones inactives 78 estaven jubilades, 36 estaven estudiant i 68 estaven classificades com a «altres inactius».

### Ingressos
El 2009 a Couvrot hi havia 359 unitats fiscals que integraven 882,5 persones, la mediana anual d'ingressos fiscals per persona era de 19.661 €.

### Activitats econòmiques
Dels 19 establiments que hi havia el 2007, 1 era d'una empresa alimentària, 3 d'empreses de fabricació d'altres productes industrials, 6 d'empreses de construcció, 2 d'empreses de comerç i reparació d'automòbils, 5 d'empreses d'hostatgeria i restauració, 1 d'una empresa de serveis i 1 d'una empresa classificada com a «altres activitats de serveis».
Dels 9 establiments de servei als particulars que hi havia el 2009, 1 era un taller de reparació d'automòbils i de material agrícola, 3 paletes, 2 lampisteries, 1 electricista i 2 restaurants.
L'únic establiment comercial que hi havia el 2009 era una fleca.
L'any 2000 a Couvrot hi havia 6 explotacions agrícoles.

## Equipaments sanitaris i escolars
El 2009 hi havia una escola elemental.

## Poblacions més properes
El següent diagrama mostra les poblacions més properes.